# Ніколс (Вісконсин)
Ніколс (англ. Nichols) — селище (англ. village) в США, в окрузі Автаґемі штату Вісконсин. Населення — 290 осіб (2020).

## Географія
Ніколс розташований за координатами 44°34′1″ пн. ш. 88°28′4″ зх. д. / 44.56694° пн. ш. 88.46778° зх. д. (44.567079, -88.467823).  За даними Бюро перепису населення США в 2010 році селище мало площу 2,24 км², уся площа — суходіл.

## Демографія
Згідно з переписом 2010 року, у селищі мешкали 273 особи в 112 домогосподарствах у складі 69 родин. Густота населення становила 122 особи/км².  Було 119 помешкань (53/км²).
Расовий склад населення:
| - 95,2 % — білих - 2,9 % — корінних американців - 1,8 % — осіб інших рас |

До двох чи більше рас належало 0,0 %. Частка іспаномовних становила 1,8 % від усіх жителів.
За віковим діапазоном населення розподілялося таким чином: 26,7 % — особи молодші 18 років, 64,1 % — особи у віці 18—64 років, 9,2 % — особи у віці 65 років та старші. Медіана віку мешканця становила 33,5 року. На 100 осіб жіночої статі у селищі припадало 122,0 чоловіків;  на 100 жінок у віці від 18 років та старших — 106,2 чоловіків також старших 18 років.
Середній дохід на одне домашнє господарство  становив 41 209 доларів США (медіана — 37 031), а середній дохід на одну сім'ю — 52 792 долари (медіана — 50 208). За межею бідності перебувало 16,8 % осіб, у тому числі 22,4 % дітей у віці до 18 років та 16,7 % осіб у віці 65 років та старших.
Цивільне працевлаштоване населення становило 87 осіб. Основні галузі зайнятості: виробництво — 34,5 %, транспорт — 20,7 %, будівництво — 13,8 %, роздрібна торгівля — 10,3 %.